# نشانه لرمیت
نشانهٔ لرمیت (به انگلیسی: Lhermitte's sign) نوعی حس الکتریکی شوک مانندی است که به پشت و اندام تحتانی انتشار می‌یابد. این حالت معمولاً با خم کردن یا دیگر حرکات گردن رخ می‌دهد. این نشانهٔ بالینی معمولاً خودبخود بهبود می‌یابد، اما ممکن است سال‌ها ادامه یابد. نشانهٔ لرمیت در بیماری ام‌اس، اسپوندیلیت گردنی، کمبود ویتامین ب ۱۲ و از عوارض درمان با رادیوتراپی در لنفوم هوچکین دیده می‌شود.